# Проект Зеетойфель
Проект «Зеетойфель» (нем. Seeteufel — морской чёрт) — немецкий проект сверхмалой подводной лодки-амфибии с гусеничным движителем. Её появление было вызвано затруднениями при спуске на воду первых диверсионных средств отряда К. Малые боевые средства имели низкую мореходность, скорость и дальность плавания, а потому должны были стартовать как можно ближе к атакуемому объекту. Однако подходящие условия для спуска имелись отнюдь не везде. Из первых 30 торпед «Негер» во время первого боевого эпизода лишь 16 удалось спустить на воду.

## Описание проекта
По замыслу немецких конструкторов, «Зеетойфель» должен был самостоятельно спускаться на воду в любом месте побережья и по мере необходимости выходить на берег, когда экипаж хотел бы отдохнуть или когда объект атаки находился на суше во вражеском тылу. Экипаж состоял из двух человек, скорость должна была достигать в воде 10 морских миль в час, на суше — до 25 км/час.
«Зеетойфель» представлял собой 14-метровую сигарообразную субмарину на двух сравнительно коротких гусеницах. Шасси приводил в действие 80-сильный автомобильный мотор, а гребной винт вращался электромотором. Вооружение этого гибрида танка и подводной лодки составляли две торпеды (или мины) и пулемёт либо огнемёт.
Предназначение — диверсии на море. Машина, по замыслу её конструкторов, днём должна была прикинуться топливной цистерной у пирса и ждать наступления темноты. Когда же наступит ночь, «Зеетойфель» должен был принять на борт двух членов команды, своим ходом сползти в море, нырнуть, скрытно подобраться к кораблям противника и утопить их.
При опробовании опытного образца «Зеетойфеля» выяснилось, что дизельный двигатель был очень слаб, а гусеницы — слишком узкими, поэтому на мягком грунте лодка застревала и не могла двигаться вперёд. После того как эти недостатки были устранены, имелось основание полагать, что лодка будет запущена в серийное производство ещё в 1945 году, но в итоге в серию запущена не была.

## Тактико-технические характеристики
Водоизмещение 30 т.

Размеры: длина 14,2 м / ширина 2 м

ГЭУ — дизель-электрическая (1 шт.) мощность, л. с. 250/100

Скорость хода, узлы: 10/6

Дальность плаванья, морских миль: 1000

Число торпед: 2

Экипаж, человек: 2

Всего было построено, ед.: 1